# Protopirapion atratulum
Protopirapion atratulum é uma espécie de insetos coleópteros polífagos pertencente à família Apionidae.
A autoridade científica da espécie é Germar, tendo sido descrita no ano de 1817.
Trata-se de uma espécie presente no território português.